# Psychoda trunculens
Psychoda trunculens és una espècie d'insecte dípter pertanyent a la família dels psicòdids.

## Descripció
- Les antenes tenen 14 artells.[2]

## Distribució geogràfica
Es troba a les illes Filipines.